# Farlam
Farlam är en by och en civil parish i Cumbria, England. Orten har 590 invånare (2001).